# ON Guitar
『ON Guitar』（オン・ギター）は、日本のギタリストである高中正義が1978年11月25日にリリースしたギター教則用レコードとして発表された企画アルバムである。

## 解説
高中正義が唯一、ビクター音楽産業内のレーベルInvitationから発売されたアルバム。
前述にある通り、ギター教則用レコードとして発表した企画アルバムであり、他にも、ベーシストの後藤次利が演奏した『ON Bass』と、ドラマーのつのだひろが演奏した『ON Drums』がリリースされている。
バック演奏に、YMOの高橋ユキヒロと細野晴臣が参加しており、このアルバムがリリースした同日に、アルバム『イエロー・マジック・オーケストラ』がリリースされている。

## 収録曲

### A面
| 全編曲: 高中正義。 |                          |           |                              |      |
| #                  | タイトル                 | 作詞      | 作曲                         | 時間 |
| 1.                 | 「BREEZIN'」             |           | Bobby Womack                 | 5:50 |
| 2.                 | 「BLUE CURAÇAÓ」         |           | 高中正義                     | 5:28 |
| 3.                 | 「JUST THE WAY YOU ARE」 |           | Billy Joel                   | 5:09 |
| 4.                 | 「MAMBO JAMBO」          |           | R.Carl, C.Towne, Perez Prado | 3:09 |
| 合計時間:          | 合計時間:                | 合計時間: | 19:36                        |      |

### B面
| 全編曲: 高中正義。 |                                 |           |                             |      |
| #                  | タイトル                        | 作詞      | 作曲                        | 時間 |
| 1.                 | 「SAMBA PATI」                  |           | Carlos Santana              | 5:44 |
| 2.                 | 「RAINBOW」                     |           | 高中正義                    | 6:14 |
| 3.                 | 「THAT'S THE WAY OF THE WORLD」 |           | M.White, C.Stepney, V.White | 6:15 |
| 4.                 | 「WE'RE ALL ALONE」             |           | Boz Scaggs                  | 6:14 |
| 合計時間:          | 合計時間:                       | 合計時間: | 24:27                       |      |

## 楽曲解説

### A面
1. BREEZIN'
  - アメリカのシンガーソングライターであるボビー・ウーマックとハンガリーのギタリストであるガボール・ザボが1970年に発表した楽曲のカバー[注 1]。
2. BLUE CURAÇAÓ
  - 高中が在籍していたバンドであるサディスティックスが1978年に発売されたアルバム『WE ARE JUST TAKING OFF』[注 2]に収録されている楽曲のセルフカバー。
3. JUST THE WAY YOU ARE
  - アメリカのシンガーソングライターであるビリー・ジョエルが1977年に発表した楽曲のカバー。
4. MAMBO JAMBO
  - キューバの作曲家であるペレス・プラードが1956年に発表した楽曲のカバー。

### B面
1. SAMBA PATI
  - アメリカのバンドであるサンタナが1970年に発売されたアルバム『天の守護神』に収録されている楽曲のカバー。
2. RAINBOW
  - 今作のために書き下ろされた楽曲。
3. THAT'S THE WAY OF THE WORLD
  - アメリカのR&Bバンドであるアース・ウィンド・アンド・ファイアーが1975年に発表した楽曲のカバー。
4. WE'RE ALL ALONE
  - アメリカのシンガーソングライターであるボズ・スキャッグスが1976年に発表したアルバム『シルク・ディグリーズ』に収録されている楽曲のカバー。

## 参加ミュージシャン
- Drums：Robert Brill, 高橋ユキヒロ
- Bass：細野晴臣, 高橋ゲタ夫
- Percussion：Pecker, 浜口茂外也
- Keyboard：石川清澄
- Guitar：高中正義